# Franz Joseph Eichhorn (Maler)
Franz Joseph Eichhorn (* 1712 in Düsseldorf; † vor dem 30. April 1783 in Neuwied) war ein deutscher Porträt- und Historienmaler.

## Leben

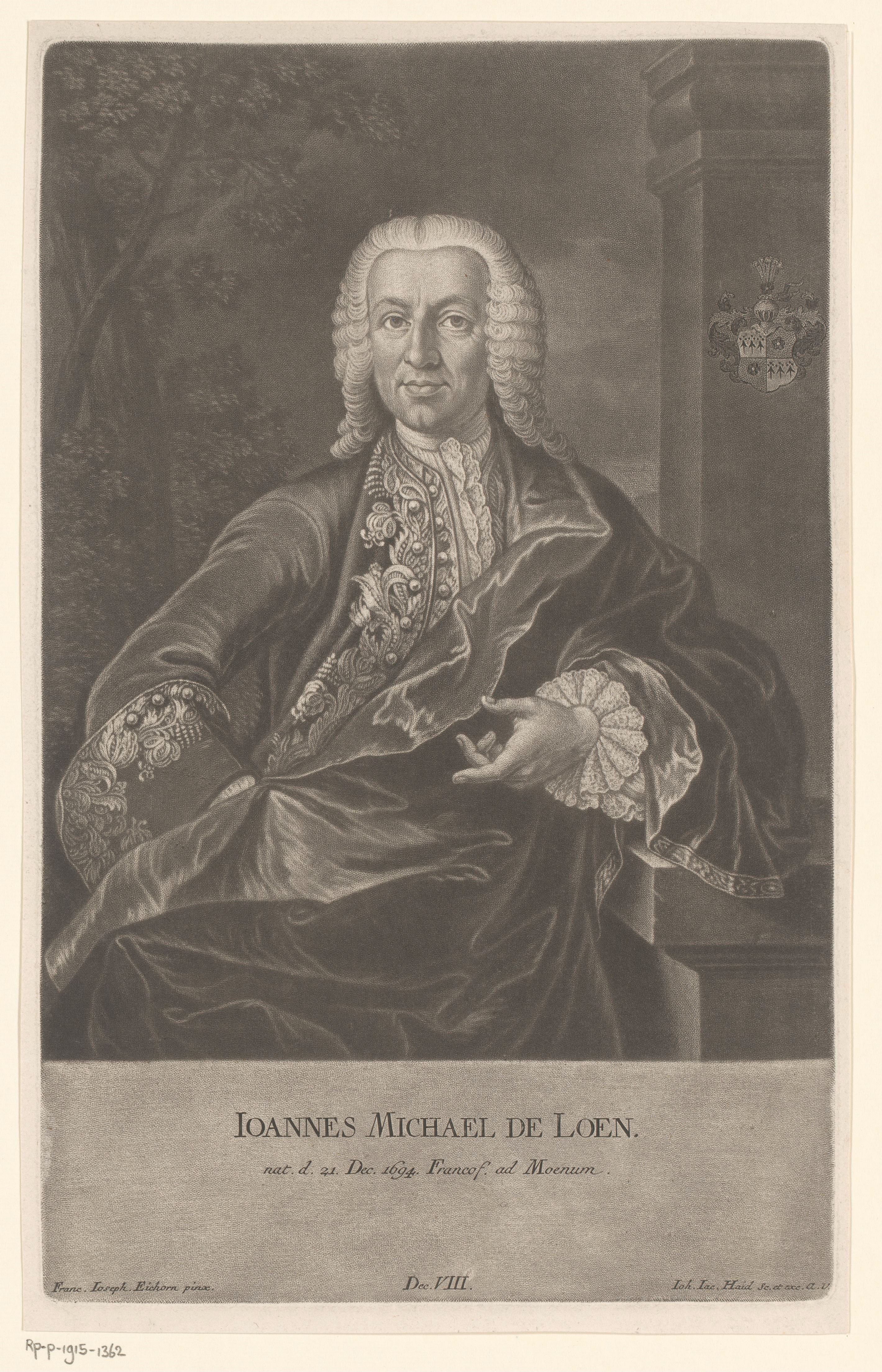
Bildnis des Schriftstellers Johann Michael von Loën, 1750, Radierung von Johann Jakob Haid nach einem Bild von Eichhorn

Eichhorn war in den 1740er Jahren bei dem Porträtmaler Franz Lippold in Frankfurt am Main tätig. Danach machte er sich selbständig. Um 1752 lebte er in Mainz. Dort war er auch noch 1765 ansässig. Schließlich wohnte er mit seiner Ehefrau in Neuwied, wo er „in Armuth gestorben“ sein soll. 
Um 1740 traf ihn der Frankfurter Kunstsammler Heinrich Sebastian Hüsgen in Amsterdam. Am 30. April 1783 bewarb sich Isaak (?) Juncker (1727–1789), ein Sohn des Malers Justus Juncker, als Nachfolger des verstorbenen Franz Joseph Eichhorn um den Titel eines Hofmalers in Neuwied.
Für das Schloss Neuwied führte Eichhorn verschiedene Historienbilder aus. 1746 malte er ein Porträt des 22-jährigen Kurfürsten Karl Theodor von der Pfalz. Stecher, die nach Vorlagen von Eichhorn arbeiteten, waren Johann Jakob Haid, A. Reinhardt, Johann Jakob Kleinschmidt (≈1687–1772) und Johann Martin Bernigeroth.